# Union Trust Building
L'Union Trust Building est un immeuble de bureaux de Washington, aux États-Unis. Construit en 1906-1907, il accueille une banque puis le siège de l'American Bar Association et finalement le think tank New America Il est inscrit au Registre national des lieux historiques depuis le 19 janvier 1984.